# Joe Baca
Joseph Natalio Baca Sr. (Belén, Nuevo México, 23 de enero de 1947) es un político estadounidense, que se desempeñó como miembro de la Cámara de Representantes de los Estados Unidos por el suroeste del condado de San Bernardino (California) de 1999 a 2013.

## Biografía
Nació en Belén (Nuevo México) en 1947, siendo el más joven de 15 hijos en un hogar principalmente de habla hispana. Su padre era un trabajador ferroviario. La familia se mudó a Barstow (California) cuando Joe era joven, donde lustraba zapatos a los 10 años, repartía periódicos y luego trabajó como peón para el ferrocarril de Santa Fe, hasta que fue reclutado en 1966, sirviendo en el Ejército de los Estados Unidos hasta 1968.
Después del servicio militar,  asistió al Barstow Community College y luego recibió su licenciatura en sociología de la Universidad Estatal de California en Los Ángeles. Trabajó durante 15 años en relaciones comunitarias con General Telephone and Electric. En 1979, fue el primer latino elegido para la junta de fideicomisarios del distrito universitario del Valle de San Bernardino. Fue elegido miembro de la Asamblea Estatal de California en 1992 y del Senado Estatal de California en 1998.
En 1999, en una elección especial tras el fallecimiento de George Brown Jr., fue elegido a la Cámara de Representantes de los Estados Unidos por el 42.º distrito congresional de California, cambiando al 43.º distrito en 2003. Se mantuvo en el cargo hasta perder la reelección en 2012. Se volvió a postular al Congreso sin éxito en 2014, 2016 y 2018.
En 2014, se postuló para la alcaldía de Fontana (California). Perdió con gran diferencia y posteriormente anunció su retiro de la política electoral.
En junio de 2015, cambió su afiliación al Partido Republicano, citando sus creencias "cristianas centrales" y favorables a los negocios. En enero de 2018, cambió su afiliación al Partido Demócrata.